# 戦争権限法
戦争権限法（せんそうけんげんほう）は、アメリカ合衆国大統領の戦争に関する権限を明確にするための立法。

## 1973年戦争権限法（War Powers Resolution）
1973年に成立した両院合同決議であり、大統領の指揮権に制約を課すものである。この法律はリチャード・ニクソン大統領の拒否権を覆して（両院の3分の2以上の賛成による再可決により）成立した。
事前の議会への説明の努力、事後48時間以内の議会への報告の義務、60日以内の議会からの承認の必要などを定めている。ベトナム戦争の反省から、制定された。ただ、コリン・P.A. ジョーンズによると、この法律制定以後もアメリカ大統領は法律の合憲性を争わないまま尊重したり、あるいは完全に無視したり、それぞれの都合次第に振る舞っているという。